# Tung Ťün
Tung Ťün (čínsky pchin-jinem Dǒng Jūn, znaky zjednodušené 董军; * 1961) je čínský admirál, od prosince 2023 ministr národní obrany Čínské lidové republiky. V letech 2021–2023 byl velitelem Námořnictva Čínské lidové osvobozenecké armády. Je členem 20. ústředního výboru Komunistické strany Číny.

## Životopis

### Vojenská kariéra
V roce 1978 byl přijat na Námořní akademii v Ta-lienu. V červenci 2012 byl povýšen do hodnosti kontradmirála. V září 2014 se stal zástupcem velitele Východomořské floty. Od prosince 2014 zastával post náčelníka štábu Námořnictva ČLOA a od ledna 2017 byl zástupce velitele jižního válčiště. V červenci 2018 byl jmenován do hodnosti viceadmirála. V březnu 2021 byl jmenován zástupcem velitele Námořnictva Čínské lidové osvobozenecké armády, v srpnu téhož roku velitelem. V září 2021 byl povýšen do hodnosti admirála.
V říjnu 2022 byl zvolen členem 20. ústředního výboru Komunistické strany Číny.

### Ministr národní obrany
Dne 29. prosince 2023 byl jmenován ministrem národní obrany Čínské lidové republiky a stal se tak členem Li Čchiangovy vlády. Ve funkci nahradil generála Li Šang-fua.